# Anna Wierzbicka
Anna Wierzbicka ([ˈʔanna vʲɛʐˈbʲitska]; 1938) è una linguista polacca.
Ha lavorato come linguista presso la Università Nazionale Australiana, che opera particolarmente nei campi della semantica, della pragmatica, e della Linguistica Antropologica.
Assieme a Cliff Goddard è fondatrice e sviluppatrice del metalinguaggio semantico naturale (NSM).

## Opere
- English: Meaning and culture (2006). ISBN 0195174747
- What Did Jesus Mean? Explaining the Sermon on the Mount and the Parables in simple and universal human concepts (2001)
- Emotions Across Languages and Cultures: Diversity and universals (1999)
- Understanding Cultures Through Their Key Words: English, Russian, Polish, German, Japanese (1997)
- Semantics: Primes and Universals (1996)
- Semantics, Culture and Cognition: Universal human concepts in culture-specific configurations (1992)
- Cross-cultural pragmatics: The semantics of human interaction (1991)
- The Semantics of Grammar (1988)
- English Speech Act Verbs: A semantic dictionary (1987)
- Lexicography and Conceptual Analysis (1985)
- The Case for Surface Case (1980)
- Lingua Mentalis: The semantics of natural language (1980)
- Semantic Primitives (1972)